# Alice Springs
Alice Springs je grad u Australiji, drugi po veličini u teritoriju koji se naziva Sjeverni teritorij. 
Grad je osnovan 1872. g. i ima 26.486 stanovika (2006.). Na širem području grada, nekih 50,000 godina, obitavaju pripadnici plemena Arrernte ili Aranda. Europski doseljenici dolaze tek 1872.g. kada se aktivira postaja za telegrafsku liniju (engl. Australian Overland Telegraph Line), dok se veći broj doseljenika bilježi tek 1887. g. zbog zlatne groznice.